# Giải MAMA cho Nghệ sĩ mới xuất sắc nhất
Giải MAMA cho Nam / Nữ nghệ sĩ mới xuất sắc nhất (tiếng Hàn: 남자 신인상 / 여자 신인상) là một giải thưởng được trao hàng năm bởi CJ E&M (Mnet) tại lễ trao giải MAMA cho nghệ sĩ mới có thành tích xuất sắc nhất trong nền công nghiệp âm nhạc Hàn Quốc của năm. Giải được trao lần đầu tiên cho Lee Jung-hyun và Team tại lễ trao giải Mnet Video Music Awards (tên gọi ban đầu của giải MAMA) lần thứ nhất vào năm 1999.

## Danh sách nghệ sĩ được đề cử và giành chiến thắng

### Thập niên 1990
| Năm  | Hạng mục     | Nghệ sĩ giành chiến thắng | Tác phẩm   | Đề cử |
| ---- | ------------ | ------------------------- | ---------- | --- |
| 1999 | Nghệ sĩ solo | Lee Jung-hyun             | "Come"     | - Baek Ji-young – "Choice" - Cho PD – "Fever" (feat. Lee Jung-hyun) - Kim Bum-soo – "Promise" - Lee Soo-young – "I Believe" |
| 1999 | Nhóm nhạc    | Team                      | "Farewell" | - 0-24 – "Freedom" - g.o.d – "To Mother" - Voice – "Become Your Only Angel" - Yada – "Already Sad Love"                     |

### Thập niên 2000
| Năm  | Hạng mục                     | Nghệ sĩ giành chiến thắng | Tác phẩm                            | Đề cử |
| ---- | ---------------------------- | ------------------------- | ----------------------------------- | --- |
| 2000 | Nam nghệ sĩ solo             | Choi Jin-young            | "Forever"                           | - Kim Sa-rang – "Mojorida" - Jim Kim-sung – "Appointment" - Park Hyo-shin – "Things I Can't Do For You" - TJ – "Hey Girl" - Wave – "Damage"  |
| 2000 | Nữ nghệ sĩ solo              | BoA                       | "ID; Peace B"                       | - Chae Na-ri – "Return to The Letter" - Park Hwayobi – "Lie" - Su Jin-kim – "Ending" - Suzanne – "Shadow"                                    |
| 2000 | Nhóm nhạc                    | Chakra                    | "Hate"                              | - Fly to the Sky – "Day By Day" - Papaya – "Listen To Me" - TG – "Love Tonight" - UN – "Voice Mail"                                          |
| 2001 | Nam nghệ sĩ solo             | Sung Si-kyung             | "Like the First Time"               | - Cha Tae-hyun – "I Love You" - Perry – "Storm" - Psy – "Bird" - Yang Dong-geun – "Guri Bang Bang"                                           |
| 2001 | Nữ nghệ sĩ solo              | Wax                       | "Oppa"                              | - Dana – "Until The End of the World" - Haneul – "Gotta Be Kidding" - Harisu – "Temptation" - Joanne – "First Love" - Yuri – "Sad Soul"      |
| 2001 | Nhóm nhạc                    | Brown Eyes                | "Already One Year"                  | - D.BACE – "Everything To You" - The Jadu – "Goodbye" - To-Ya – "Look" - X-Large – "You"                                                     |
| 2002 | Nam nghệ sĩ solo             | Rain                      | "Bad Guy"                           | - RIch – "Only The Words I Love You" - Simtaeyun – "Mates" - The Name – "The Name" - Wheesung – "Can't We"                                   |
| 2002 | Nữ nghệ sĩ solo              | Youme                     | "Love Is Always Thirsty"            | - Ann – "Sick Sick Name" - Park Kyung-lim – "Illusion" - Rinae – "Words Without Goodbye" - Shim Mina – "Answer the Phone"                    |
| 2002 | Nhóm nhạc                    | Black Beat                | "In The Sky"                        | - M.I.L.K – "Come To Me" - Sugar – "Tell Me Why" - Swi-T – "I'll Be There" - Turtles – "4 Seasons"                                           |
| 2003 | Nam nghệ sĩ solo             | Seven                     | "Come Back to Me"                   | - Lee Jung – "Never" - Masta Wu – "Bad Boy" - Park Yong-ha – "Tidings" - Tim – "I Love You"                                                  |
| 2003 | Nữ nghệ sĩ solo              | Maya                      | "Azalea"                            | - Chae Yeon – "Dangerous Directing" - Gummy – "If You Come Back" - Leeds – "You'll Be Happy" - Lexy – "Grasshopper"                          |
| 2003 | Nhóm nhạc                    | Big Mama                  | "Break Away"                        | - 2SHAI – "Love Letter" - F-iV – "Girl" - Noel – "If It's Love" - The Gold – "Two Years, Two Months"                                         |
| 2004 | Nam nghệ sĩ solo             | Lee Seung-gi              | "Because You're My Girl"            | - Double K – "Nu Skool" - KCM – "Black And White Photo" - Oh Se-jun – "Memories Ending On Me" - Tei – "Love Leaves Its Scent"                |
| 2004 | Nữ nghệ sĩ solo              | Chunja                    | "Women with Beautiful Mind"         | - Daylight – "Angel Song" - Hannah – "Bounce" - Lisa – "Tonight" - Sol Flower – "Kiss The Kids"                                              |
| 2004 | Nhóm nhạc                    | TVXQ                      | "Hug"                               | - Buzz – "Monologue" - Clazziquai Project – "Sweety" - SG Wannabe – "Timeless" - Wanted – "Reaction"                                         |
| 2005 | Nghệ sĩ solo                 | Lim Jeong-hee             | "Music is My Life"                  | - Ivy – "What Happened Tonight" - Kim Woo-joo – "The Letter" - Kyun Woo – "The Words From My Tears" - WonWoo – "Missing In Happiness"        |
| 2005 | Nhóm nhạc                    | SS501                     | "Warning"                           | - Baechigi – "Nice To Meet You" - Paran – "First Love" - Soulstar – "Only One For Me" - The Grace – "Too Good"                               |
| 2006 | Nghệ sĩ solo                 | Zhang Liyin               | "Timeless" (ft. Xiah Junsu)         | - Boom – "Boom Up" (feat. Kim Bum) - Crown J – "V.I.P" - MayBee – "Much Laugh" - Suho – "Spring, Summer, Fall... Winter" (feat. Kim Tae-woo) |
| 2006 | Nhóm nhạc                    | Super Junior              | "U"                                 | - Big Bang – "La La La" - Brown Eyed Girls – "Come Closer" - SeeYa – "Scent of a Woman" - Typhoon – "So"                                     |
| 2007 | Nghệ sĩ solo                 | Younha                    | "Password 486"                      | - JJ – "Love Actually" - K.Will – "Left Heart" - Min Hyo-rin – "Stars" - Zia – "Voice Of Heaven"                                             |
| 2007 | Nhóm nhạc nam                | F.T. Island               | "Love Sick"                         | - Battle – "Crash" - Supernova – "Hit" - T-max – "Blooming" - Tachyon – "Feel Your Breeze"                                                   |
| 2007 | Nhóm nhạc nữ                 | Wonder Girls              | "Irony"                             | - Baby Vox Re.V – "Shee" - Black Pearl – "What Should I Do, I Like You" - Girls' Generation – "Into the New World" - Kara – "Break It"       |
| 2008 | Nam nghệ sĩ (solo hoặc nhóm) | Shinee                    | "Replay"                            | - 2AM – "This Song" - 2PM – "10 Out of 10" - Mighty Mouth – "I Love You" (feat. JJ) - U-Kiss – "I'm Not A Kid"                               |
| 2008 | Nữ nghệ sĩ (solo hoặc nhóm)  | Davichi                   | "I Love You Even Though I Hate You" | - Joo – "Because Of A Man" - Lee Hyun-ji – "Kiss Me Kiss Me" - Moon Ji-eun – "The Fox Song" - Sunha – "Chantey Chantey"                      |
| 2009 | Nam nghệ sĩ (solo hoặc nhóm) | Supreme Team              | "Supermagic"                        | - Beast – "Bad Girl" - Chungrim – "Step" ft. Benzi - MBLAQ – "Oh Yeah" (feat. Hyuna) - Taegoon – "Call Me"                                   |
| 2009 | Nữ nghệ sĩ (solo hoặc nhóm)  | 2NE1                      | "I Don't Care"                      | - 4Minute – "Hot Issue" - After School – "Diva " - f(x) – "La Cha Ta" - T-ara – "Lies"                                                       |

### Thập niên 2010
| Năm  | Hạng mục                     | Nghệ sĩ giành chiến thắng | Tác phẩm                | Đề cử |
| ---- | ---------------------------- | ------------------------- | ----------------------- | --- |
| 2010 | Nam nghệ sĩ (solo hoặc nhóm) | CNBLUE                    | "I'm a Loner"           | - Infinite – "Come Back Again" - Seo In-guk – "Love U" - Teen Top – "Clap" - ZE:A – "Mazeltov"                                                                          |
| 2010 | Nữ nghệ sĩ (solo hoặc nhóm)  | Miss A                    | "Bad Girl Good Girl "   | - G.NA – "I'll Back Off So You Can Live Better" (feat. Junhyung) - Nine Muses – "No Playboy" - Rainbow – "A" - Sistar – "Push Push"                                     |
| 2011 | Nam nghệ sĩ (solo hoặc nhóm) | Huh Gak                   | "Hello"                 | - B1A4 – "Beautiful Target" - Boyfriend – "Boyfriend" - Kim Ji-soo – "Miss You So" - N-Train – "One Last Cry"                                                           |
| 2011 | Nữ nghệ sĩ (solo hoặc nhóm)  | Apink                     | "I Don't Know"          | - Brave Girls – "Easily" - Dal★Shabet – "Supa Dupa Diva" - Han Groo – "Witch Girl" - Jang Jae-in – "Toy Soldiers"                                                       |
| 2012 | Nữ nghệ sĩ (solo hoặc nhóm)  | Ailee                     | "Heaven"                | - AOA – "Elvis" - Hello Venus – "Venus" - Juniel – "Illa Illa" - Spica – "Painkiller"                                                                                   |
| 2012 | Nam nghệ sĩ (solo hoặc nhóm) | Busker Busker             | "Cherry Blossom Ending" | - B.A.P – "Warrior" - EXO-K – "Mama" - John Park – "Falling" - Ulala Session – "Beautiful Night"                                                                        |
| 2013 | Nam nghệ sĩ (solo hoặc nhóm) | Roy Kim                   | "Love Love Love"        | - BTS – "We Are Bulletproof Pt.2" - Bumkey – "Bad Girl" (feat. E Sens) - Jung Joon-young – "Spotless Mind" - Yoo Seung-woo – "Hello"                                    |
| 2013 | Nữ nghệ sĩ (solo hoặc nhóm)  | Crayon Pop                | "Bar Bar Bar"           | - Kim Ye-lim – "All Right" - Ladies' Code – "Bad Girl" - Lee Hi – "1,2,3,4" - U Sung-eun – "Be Ok" (feat. Baechigi)                                                     |
| 2014 | Nghệ sĩ (solo hoặc nhóm)     | Winner                    | "Empty"                 | - Akdong Musician – "200%" - Eddy Kim – "The Manual" - Got7 – "Girls, Girls, Girls" - Park Boram – "Beautiful" (feat. Zico)                                             |
| 2015 | Nam nghệ sĩ (solo hoặc nhóm) | iKon                      | "Rhythm Ta"             | - Monsta X – "Trespass" - N.Flying – "Awesome" - Seventeen – "Adore U" - UP10TION – "So Dangerous"                                                                      |
| 2015 | Nữ nghệ sĩ (solo hoặc nhóm)  | Twice                     | "Like Ooh-Ahh"          | - CLC – "Pepe" - GFriend – "Glass Bead" - Lovelyz – "Candy Jelly Love" - Oh My Girl – "Cupid"                                                                           |
| 2016 | Nam nghệ sĩ (solo hoặc nhóm) | NCT 127                   | "Fire Truck"            | - ASTRO – "Hide & Seek" - KNK – "Knock" - Pentagon – "Gorilla" - SF9 – "Fanfare"                                                                                        |
| 2016 | Nữ nghệ sĩ (solo hoặc nhóm)  | I.O.I                     | "Dream Girls"           | - Blackpink – "Whistle" - Bolbbalgan4 – "Galaxy" - Cosmic Girls – "MoMoMo" - Gugudan – "Wonderland"                                                                     |
| 2017 | Nam nghệ sĩ (solo hoặc nhóm) | Wanna One                 | "Energetic"             | - Golden Child – "Dam Da Di" - Jeong Se-woon – "Just U" (with Sik-K) - Samuel – "Sixteen" (feat. Changmo) - The East Light – "I Got You"                                |
| 2017 | Nữ nghệ sĩ (solo hoặc nhóm)  | Pristin                   | "Wee Woo"               | - Chungha – "Why Don't You Know" (feat. Nucksal) - Dreamcatcher – "Fly High" - Momoland – "Freeze" - Weki Meki – "I Dont Like Your Girlfriend"                          |
| 2018 | Nam nghệ sĩ (solo hoặc nhóm) | Stray Kids                | "District 9"            | - HAON – "NOAH" (feat. Jay Park and Hoody) - Hyeongseop X Euiwoong – "Love Tint" - Kim Dong-han – "Sunset" - The Boyz – "Right Here" - Vinxen – "Sinking Down With You" |
| 2018 | Nữ nghệ sĩ (solo hoặc nhóm)  | Iz*One                    | "La Vie En Rose"        | - fromis 9 – "Love Bomb" - (G)I-dle – "Latata" - GWSN – "Puzzle Moon" - Loona -"Hi High" - Nature – "Allegro Cantabile"                                                 |
| 2019 | Nam nghệ sĩ (solo hoặc nhóm) | Tomorrow X Together       | "Crown"                 | - AB6IX – "Breathe" - Ateez – "Pirate King" - Kang Daniel – "What Are You Up To" - Kim Jae-hwan – "Begin Again" - X1 – "Flash"                                          |
| 2019 | Nữ nghệ sĩ (solo hoặc nhóm)  | Itzy                      | "Dalla Dalla"           | - Bvndit – "Hocus Pocus" - Cherry Bullet – "Q&A" - Everglow – "Bon Bon Chocolat" - Jeon Somi – "Birthday" - Rocket Punch – "Bim Bam Bum"                                |

### Thập niên 2020
| Năm  | Hạng mục                     | Nghệ sĩ giành chiến thắng | Tác phẩm          | Đề cử |
| ---- | ---------------------------- | ------------------------- | ----------------- | --- |
| 2020 | Nam nghệ sĩ (solo hoặc nhóm) | Treasure                  | "Boy"             | - Cravity – "Break All the Rules" - MCND – "Top Gang" - TOO – "Magnolia" - WEi – "Twilight"                       |
| 2020 | Nữ nghệ sĩ (solo hoặc nhóm)  | Weeekly                   | "Tag Me"          | - Cignature – "Nun Nu Nan Na" - Natty – "Nineteen" - Secret Number – "Who Dis?" - Woo!ah! – "woo!ah!"             |
| 2021 | Nam nghệ sĩ (solo hoặc nhóm) | Enhypen                   | "Given-Taken"     | - Drippin – "Nostalgia" - Epex – "Lock Down" - Mirae – "Killa" - P1Harmony – "Siren"                              |
| 2021 | Nữ nghệ sĩ (solo hoặc nhóm)  | Aespa                     | "Black Mamba"     | - Jo Yu-ri – "Glassy" - Kwon Eun-bi – "Door" - Lightsum – "Vanilla" - STAYC – "So Bad"                            |
| 2022 | Nam nghệ sĩ (solo hoặc nhóm) | Xdinary Heroes            | "Happy Death Day" | - ATBO – "Monochrome (Color)" - Tempest – "Bad News" - TNX – "Move" - Younite – "1 of 9"                          |
| 2022 | Nữ nghệ sĩ (solo hoặc nhóm)  | Ive                       | "Eleven"          | - Kep1er – "Wa Da Da" - Le Sserafim – "Fearless" - NewJeans – "Attention" - Nmixx – "O.O" - Choi Ye-na – "Smiley" |